# Schizomitrium maclaudii
Schizomitrium maclaudii là một loài Rêu trong họ Hookeriaceae. Loài này được (Paris & Broth.) Ochyra mô tả khoa học đầu tiên năm 1982.